# Pierre Guéguin
Pour les articles homonymes, voir Guéguin.
Pierre Guéguin, né le 18 août 1896 à Quimerc'h (Finistère) et mort le 22 octobre 1941 à Châteaubriant (Loire-Inférieure), est un homme politique français.

## Biographie
Pierre Guéguin est issu d'une famille d'instituteurs. Il est instituteur puis professeur de mathématiques. Il adhère au Parti socialiste en 1919 et milite à la CGTU, puis il devient membre du PCF en 1921.
Il est maire de Concarneau et conseiller général du canton de Concarneau,. Il rompt avec le parti et est déchu de ses fonctions pour son rapprochement avec le trotskisme.
En 1940, il est révoqué de sa fonction de maire et est arrêté, en mai 1941.

## Du stalinisme au trotskisme
En août 1939, il refuse le pacte germano-soviétique. Il se rapproche alors des trotskistes : il côtoie le militant trotskiste Marc Bourhis, son adjoint à la mairie de Concarneau. Ils rompent avec le PCF ce qui provoque une scission dans le conseil municipal. Ils se retrouvent internés tous les deux dans le camp de Choisel. Ils seront fusillés ensemble.

## Fusillé à Châteaubriant
Le 20 octobre 1941, le lieutenant-colonel Karl Hotz est assassiné à Nantes. 50 otages sont alors fusillés en représailles.
Pierre Guéguin fait partie de ces otages. Il est fusillé le 22 octobre 1941 à la carrière des Fusillés de Châteaubriant, à l'âge de 45 ans.
Il repose au cimetière de Concarneau, sa pierre tombale jouxte celle de Marc Bourhis.
En son honneur, le lycée public de Concarneau et la principale rue du centre-ville portent son nom.